# پورک پای پرکاشن
پورک پای پرکاشن (به انگلیسی: Pacific Drums and Percussion) یک شرکت سازنده آلات موسیقی آمریکایی است که در کانوگا پارک لس آنجلس مستقر است. این شرکت در سال ۱۹۸۷ تأسیس شد و از آن زمان به تولید درام و سخت‌افزار درام دست‌ساز مشغول بوده‌است. بخشی از محصولات در تایوان تولید می‌شود.